# Eidoline: The Arrakeen Code
«Eidoline: The Arrakeen Code»  (рус.  Галерея: Арракийский кодекс) — пятый студийный альбом российской группы Mechanical Poet, выпущенный в 2008 году на лейбле CD-Maximum.

## Об альбоме
Eidoline: The Arrakeen Code — концептуальный альбом, лирика которого основана на мире «Дюны» Фрэнка Герберта. Eidoline буквально переводится как «линия образов» или «галерея», так что альбом не представляет собой последовательной рок-оперы с сюжетом. В точном соответствии с названием, песни складываются в «галерею» наиболее ярких образов «Дюны»: фремены, песчаные черви, «ведьмы» Бене Гессерит, джихад против машин и дождь, пролившийся на Арракис в фильме Дэвида Линча.
По музыкальной составляющей это самый тяжёлый альбом Mechanical Poet, с заметной долей «альтернативы». На альбоме дебютировал новый вокалист группы, Владимир Насонов, с более низким и жёстким голосом, чем его предшественники.
Журнал «Мир Фантастики» признал «Eidoline» лучшим концептуальным альбомом 2008 года.

## Список композиций
| №                   | Название            | Длительность |
| ------------------- | ------------------- | ------------ |
| 1.                  | «Virus»             | 4:01         |
| 2.                  | «Fantasies»         | 4:27         |
| 3.                  | «Crawlers»          | 4:47         |
| 4.                  | «Rain»              | 4:33         |
| 5.                  | «Fremen»            | 2:54         |
| 6.                  | «Frontline»         | 4:23         |
| 7.                  | «Answers»           | 4:14         |
| 8.                  | «Ghouls»            | 2:48         |
| 9.                  | «God»               | 4:19         |
| 10.                 | «Cathedral»         | 4:09         |
| 11.                 | «Machines»          | 4:06         |
| 12.                 | «Witches»           | 4:21         |
| 13.                 | «Sands»             | 4:14         |
| 14.                 | «Stars»             | 3:26         |
| Общая длительность: | Общая длительность: | 56:42        |

## Участники  записи
- Лекс Плотников — все инструменты, кроме ударных.
- Владимир Ермаков — ударные.
- Владимир Насонов — вокал.

## Информация
- Музыка и лирика: Лекс Плотников.
- Студия: «Чёрный Обелиск».
- Сведение и мастеринг: Александр Юдин.
- Художник и дизайнер альбома: Лекс Плотников.